# Mariápolis
Mariápolis – miasto i gmina w Brazylii, w stanie São Paulo. Znajduje się w mezoregionie Presidente Prudente i mikroregionie Adamantina.
Założycielem miejscowości był Jan Bata. Na cześć żony nazwał ją Mariápolis („miasto Marii”). Po 1941 w miejscowości założył zakład produkcji obuwia (Cia Industrial, Mercantil e Agrícola), które następnie było sprzedawane pod marką Alpargatas.